# 海軍乙事件
海軍乙事件（日语：かいぐんおつじけん）是指太平洋战争中，1944年（昭和19年）3月31日，日本聯合艦隊司令長官古贺峰一搭乘飞机失蹤死亡，及參謀長福留繁被俘之事。联合舰队在不到一年之內先後損失兩位司令長官，对日本海军来说是重大的打击，皆為當時日本之重大事故。日本海軍將前任聯合艦隊司令長官山本五十六海军大将被击毙稱為「海軍甲事件」，繼任者古賀峰一海军大将死亡稱為「海軍乙事件」。

## 经过
1944年3月30日，美軍轟炸機空襲位於内南洋据点帛琉群島，当时联合舰队司令部移驻在帕勞，次日司令部預定4月1日後撤至菲律賓棉兰老岛的达沃。3月31日，古賀峰一司令長官預料美軍將接近登陸，將後撤計劃提前，从塞班岛调来川西二式大艇水上飞机（飞机由塞班起飞时没有加足燃油），緊急欲將司令部後撤。当天晚间古賀峰一司令長官與福留參謀長等司令部的工作人员分別乘坐两架二式飛行艇離開帛琉前往達沃。途中遭遇热带低气压，暴风雨的天气中，两架水上飛機在空中失散。古賀峰一乘坐的水上飛機失踪下落不明，古贺峰一司令长官以下7名“殉职”。福留繁所乘之水上飛機偏離航道，因燃料不足於宿霧島迫降墜毀，遭游擊隊俘虜。而後福留繁参谋长以下9名，由驻当地日军独立步兵第173大队与游击队交涉和解而獲救。福留繁后来接受海军省次官澤本賴雄中将查问时否认失落了随身携带的防水公事包，实际上美军發現了他的公事包內有1944年3月制定的“Z号作战计划”、日本海軍密码等机密文件，美军鄭重其事，將其由潜艇运到澳洲後複製了机密文件，再把公事包放到失事地點附近，由當地人發現後送回到日方來躲避。
古贺峰一死亡隐瞒到同年5月5日才发布，古贺追授予元帅称号。当时的日本军队视被敌军俘虏为耻辱，福留繁遭游擊隊俘虜的事最终海军内以游擊隊不算正規軍，不算戰俘而不再追究，他也没有被编入预备役，于1944年6月15日调任第二航空艦隊司令長官。

## 备注
1. 1 2  Ken Kotani. . Osprey Publishing. 2009年: 89. ISBN 978-1-84603-425-1.